# Jiří Pavel (voják)

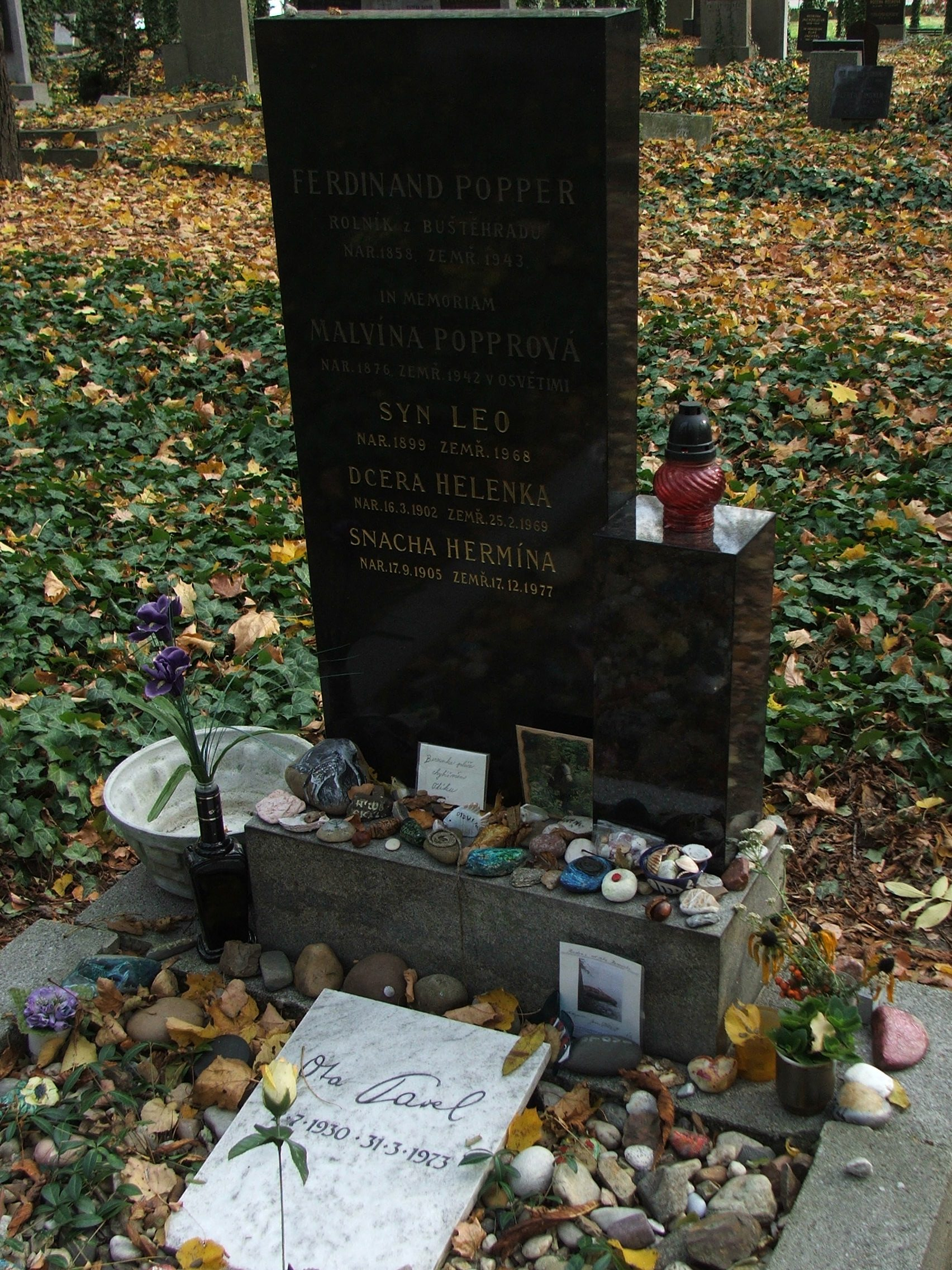
Hrob na Novém židovském hřbitově na Olšanech

Jiří Pavel (rodným jménem Jiří Popper) (24. března 1926, Plzeň – 14. června 2011, Praha) byl starším bratrem českého prozaika, novináře a sportovního reportéra Oty Pavla. Spolu se svým bratrem Hugo Pavlem byli oba starší bratři Oty Pavla (po jeho smrti v roce 1973) životní oporou synovci – básníku a spisovateli Jiřímu Pavlovi (1956–2018) (syn Oty Pavla). Jiří a Hugo Pavlovi byli také správci archivu rodiny Popperů jakož i literárního odkazu Oty Pavla.

## Život

### Rodinný původ a druhá světová válka
Jiří Pavel se narodil 24. března 1926 v Plzni. Jeho otcem byl Leo Popper, jeho matka byla Hermína Popperová. Po nastolení Protektorátu Čechy a Morava (po 15. březnu 1939) byla celá rodina z Prahy násilně vystěhována. Útočiště našli na selském gruntě rodičů Leo Poppera v Buštěhradě u Kladna. Jiří Pavel byl spolu se svým starším bratrem Hugo Pavlem a otcem Leem v únoru roku 1943 zařazen do transportu směr Terezín. Do Terezína se dostali s transportem 6. března 1943. V Terezíně se v roce 1944 seznámil s Dagmar Hilarovou (tehdy ještě Berzettiovou). Ke konci druhé světové války byl Jiří Pavel (Popper) transportován posledním vlakem do Mauthausenu. Po druhé světové válce se Jiří i Dagmar dále stýkali, ale jejich vztah však brzy skončil.

### Po druhé světové válce
Po druhé světové válce studoval Jiří Pavel (spolu se svým přítelem Arnoštem Lustigem) na Vysoké škole politických a sociálních nauk žurnalistiku a sociologii. Jiří se později stal vojákem z povolání, ale v době tzv. normalizace (po srpnu roku 1968) byl nucen (v hodnosti plukovníka) z armády odejít. Nějaký čas se živil různými profesemi (jednu dobu například i jako kopáč hrobů na židovském hřbitově), ale později se stal starožitníkem.
Jiří Pavel poskytoval ochotně rodinné archiválie i spisovatelům, kteří psali vzpomínkové publikace o životě Oty Pavla. V tomto směru spolupracoval se spisovatelkou Jaroslavou Pechovou při shromažďování materiálů pro knihu „Zpáteční lístek do posledního ráje Oty Pavla“ (vyšla v roce 2000 v 1. vydání k nedožitým 70. narozeninám Oty Pavla, později vyšla ještě v letech 2001, 2002, 2004, 2012 a 2015) či s žurnalistkou, psychoterapeutkou a spisovatelkou PhDr. Zuzanou Peterovou (* 25. 10. 1950, Praha) při přípravě rodinné dokumentace ke knize „Spanilé jízdy, aneb, Náš bratr Ota Pavel“ (i tato kniha vyšla v roce 2000).
Jiří Pavel zemřel v úterý 14. června 2011 v ranních hodinách v pražské nemocnici Pod Petřínem ve věku 85 let. Byl pochován (pietním způsobem za zvuků vojenské hudby, pod bojovou zástavou a za holdu čestné stráže vojáků pražské posádky) do rodinného hrobu v židovské části Olšanských hřbitovů v Praze.

## Publikace, na jejichž vzniku spolupracoval
- Pechová, Jaroslava. Zpáteční lístek do posledního ráje Oty Pavla. 1. vydání. Praha: Laguna, 2000. 141 stran, obr. přílohy ISBN 80-86274-19-5.[2]
- Peterová, Zuzana. Spanilé jízdy, aneb, Náš bratr Ota Pavel. Kladno: Nezávislý novinář (IV), 2000. 133 stran. ISBN 80-86032-05-1.[2]